# Gereformeerde kerk (Driewegen)
De Gereformeerde kerk, ook wel bekend als Eben-Haëzer, is een voormalig kerkgebouw in de Zuid-Bevelandse plaats Driewegen, gelegen aan de Korteweg. 
Op 10 november 1907 werd in Driewegen een Gereformeerde kerk gesticht door de predikanten K. van Anken uit Heinkenszand en K. Oussoren uit Baarland. Kort daarna, op 24 december, werd een stuk grond ter waarde van 700 gulden aangekocht voor de bouw van een noodkerk. De bouw van een nieuw kerkgebouw, ter vervanging van de noodkerk, werd aanbesteed aan aannemer D. van de Poel, de eerste steen werd gelegd in 1909. Jacob de Muijnck was de bouwkundige opzichter. In 1912 werd de pastorie gebouwd, door aannemer H. Helmstrijd.
De kleine gemeente telde rond 1957 ongeveer 130 leden. Omdat het voor kleine gemeentes moeilijk was een eigen dominee te krijgen werden predikanten gezamenlijk beroepen met de gemeente van Borssele. Tot 1969 hebben de gemeentes vier predikanten gehad.
In 1914 werd een orgel gekocht bij de Goese orgelbouwer A.S.J. Dekker dat op 14 juni in gebruik genomen werd. In 1993 werd het orgel ontmanteld en deels gebruikt voor een nieuw orgel in de Dorpskerk van Driewegen.
Aan het einde van de jaren 90 werd de kerk buiten gebruik gesteld. In het kader van het Samen op Weg-proces fuseerde de gemeente namelijk met de plaatselijke hervormde gemeente in de Dorpskerk. Het gebouw werd verkocht aan een particulier die er een timmerbedrijf vestigde. In 2021 is het kerkgebouw in gebruik genomen door een reisorganisatie voor klassieke muziek, die ook concerten in de kerk programmeert.